# Seznam seriálů a filmů vysílaných na TV Luna
Toto je seznam seriálů a filmů vysílaných na slovenském televizním kanálu TV Luna. Uvedený rok před názvy pořadů představuje premiérové odvysílání pořadu.

## Seriály

### Původní tvorba
- 1999 Zborovňa (Zborovňa) (1999) – Slovenský sitcom vyráběný televizi Luna a později převzatý Slovenskou televizí.

### Animované a dětské seriály
- 2000 Alice a záhada tretej planety (The Mystery of the Third Planet) (1981)
- 2000 Babrák
- 2000 Babráka a jeho príbehy
- 2001 Bláznivá škola
- 2000 Blízke stretnutia štvrtého druhu - Francouzský animovaný seriál.
- 2000 Bugo a pikola (Bugo a pikola) (1998)
- 2000 Čaroděj ze země Oz (The Wonderful Wizard of Oz) (1987)
- 2000 Dášeňka (Dášeňka) (1979)
- 2000 George a Marta (George and Martha) (1999)
- 2001 Inšpektor Myšiak (Inspector Mouse) (1998)
- 2000 Klok, Kloček a pes Dingo (Klok, Kloček a pes Dingo) (1994)
- 2000 Městečko South Park (South Park) (1997)
- 2000 Moucha (Fly Tales) (1999)
- 2000 Oggy a škodíci (Oggy et les cafards) (1998)
- 2000 Pinocchio
- 2001 Pirát Holobriadok - Německý seriál.
- 2001 Policajná hliadka 03 - Německý krimi seriál.
- 2001 Popletové (The Brothers Flub) (1997)
- 2001 Pow-wow (Adventures of Pow Wow) (1949)
- 2000 Simpsonovi (The Simpsons) (1989)
- 2000 Simpsonovi 2 (The Simpsons 2) (1990)
- 1999 Svet záhad (The Puzzle Place) (1995)
- 1999 Tintinova dobrodružství (Les Aventures de Tintin) (1990)
- 2000 Tintinova dobrodružství 2 (Les Aventures de Tintin) (1991)
- 2001 Veveričky
- 2000 Žabiak Freddy

### Dokumentární seriály
- 1999 Dny, které otřásly světem (Days that Shook the World) (2003)
- 2000 Expozície - Třídílný dokumentární seriál.
- 2000 Ftáci
- 1999 Kamera v akci - Americký dokumentární seriál.
- 2000 Kde se stala chyba?
- 2000 Kde se stala chyba? 2
- 2000 Na hranici lidských možností (Limits of human possibility) (1997)
- 2000 Nebeské záhady
- 1999 Podivná veda - Pěti dílný americký dokumentární seriál.
- 2000 Pri prameňoch viery - Desetidílný americký cestopisný dokumentární seriál.
- 2000 Rodinný život ziverat
- 2000 Ruská válka - krev na sněhu (Russia's War: Blood Upon the Snow) (1997)
- 2001 Sex, cenzúra a strieborné plátno
- 2000 Survival
- 1999 Svedectvá
- 1999 Ukradnuté súkromie - Kanadský seriál.
- 2001 Utajené schopnosti zvierat
- 2000 Živelné katastrofy
- 2001 Živly varujú

### Akční seriály
- 2000 Agenti z podsvětí (Once a Thief i John Woo's Once a Thief) (1996)
- 2000 Směr jih (Direction: Sud / Due South)
- 2000 Směr jih 3 (Direction: Sud 3 / Due South 3)
- 1999 Zvláštní efekty (F/X: The Series) (1996)
- 2000 Zvláštní efekty 2 (F/X: The Series) (1997)

### Telenovely
- 2000 Cesta za štěstím (Llovizna) (1997)
- 2000 Luisa Fernanda (Luisa Fernanda) (1999)

### Komediální seriály
- 2000 Bylo nás pět (Bylo nás pět) (1994)
- 1999 Hotýlek (Fawlty Towers) (1975)
- 1999 Humor z Kanady (Royal Canadian Air Farce) (1993)
- 2000 M*A*S*H (M*A*S*H) (1970)
- 2000 Moje nervy! (Stark Raving Mad) (1999)
- 1999 Monty Pythonův létající cirkus (Monty Python's Flying Circus) (1969)
- 2000 My z přístavu (Townies) (1996)
- 1999 Zachovávat dekorum (Keeping Up Appearances) (1990)

### Krimi seriály
- 1999 Detektiv Mike Hammer (Mike Hammer, Private Eye) (1997)

### Sci-fi, fantasy a mysteriózní seriály
- 1999 Faktor Psí 2 (Psi Factor: Chronicles of the Paranormal) (1997)
- 1999 Highlander: Havran (Highlander: The Raven / L'Immortelle) (1998)
- 1999 Věřte nevěřte (Beyond Belief: Fact or Fiction) (1997)
- 2000 Věřte nevěřte 3 (Beyond Belief: Fact or Fiction) (2000)
- 2000 Vládci kouzel (Spellbinder) (1995)

### Válečné seriály
- 2000 Ponorka (Das Boot) (1985)

### Ostatní seriály
- 2000 Bláznivá škola - Třináctidílný seriál.
- 2000 Harvepíno (Harvepíno) (1992) - Jazykové kurzy pro děti.
- 2000 Explózie - Třídílný seriál
- 2000 Ozbrojené deti (1995) - Francie
- 2001 Traja
- 2000 Ženy na úteku - Délka: 55 minut

## Filmy

### Akční filmy
- 2000 Agenti z podsvětí (1996)
- 2000 Americký tiger (American risciò) (1989)
- 2000 Bílý tygr (White Tiger) (1996)
- 2000 Bílá smrt (White Cargo) (1995)
- 2000 Blízky kontakt (1999) - Austrálský akční thriller.
- 2000 Crash (Breach of Trust) (1995)
- 2000 Černý pás (Blackbelt) (1992)
- 2000 Důležitý terč (Perfect Target) (1997)
- 2000 Kondor (Sulle tracce del condor) (1991)
- 2000 Legionář (Legionnaire) (1998)
- 2000 Mimo zákon - Austrálský akční film. (1999)
- 2000 Ostrá parta (The Bad Pack) (1997)
- 2000 Paco - Italský akční film (1992)
- 1999 Přepadení v Pacifiku (Under Siege) (1992)
- 2000 Špinavá dohoda (Raw Deal i Triple Identity) (1986)
- 2000 Za čarou (Behind Enemy Lines) (1997)

### Animované filmy
- 2000 Alibaba a čtyřicet loupežníků
- 2000 Alica v Paríži (Alice of Wonderland in Paris i Alice in Paris) (1966)
- 2000 Dvanásť mesiačikov
- 1999 Jungle Jack (Jungle Jack) (1993)
- 2000 Koníček Hrbáček (Конёк-Горбунок) (1975)
- 2000 Lux a delux (Lux a delux) (1992)
- 2000 Návrat severáka
- 2000 O prvom veľikonočnom vajíčku (The First Easter Egg) (1997)
- 2000 Obri na kolesách (1988) - Americký animovaný film.
- 2000 Peter a zázračné vajíčko (Peter and the Magic Egg) (1983)
- 2000 Poslední jednorožec (The Last Unicorn) (1982)
- 2000 Posledný lupienok
- 2000 Princ labuť a cár Saltan
- 2000 Sněhová královna (The Snow Queen) (1995)
- 2000 Traja mušketieri - Délka: 50 minut
- 2000 Zlatý kohutík
- 2000 Zvieratkovo

### Dětské a rodinné filmy
- 2000 20.000 mil pod mořem (1985)
- 2000 Bilbo (Little Bigfoot) (1995)
- 1999 Calvin na dvoře krále Artuše (A Kid in King Arthur's Court) (1995)
- 2000 Deváté srdce (Deváté srdce) (1978)
- 2000 Dobrodružství černého havrana (The Adventures of Black Feather) (1995)
- 2000 Honza málem králem (Honza málem králem) (1977)
- 2000 Jackova ukolébavka (Jackova ukolébavka) (1993)
- 2000 Kočičí princ (Kočičí princ) (1979)
- 2000 Lišáci, Myšáci a Šibeničák (Lišáci, Myšáci a Šibeničák) (1970)
- 2000 Lucie, postrach ulice (Lucie, postrach ulice) (1984)
- 2000 Mel (Mel) (1999)
- 2000 Nefňukej, veverko (Nefňukej, veverko) (1988)
- 2000 Pan Tau (Pan Tau) (1988)
- 2000 Páni kluci (Páni kluci) (1975)
- 2000 Pod jezevčí skálou (Pod jezevčí skálou) (1978)
- 2000 Poslední vítězství (The Last Home Run) (1996)
- 2000 Prázdniny s losom (Salt Water Moose) (1996)
- 2000 Sněhová koule (Palla di neve) (1995)
- 2000 Stříbrný blesk (The Silver Brumby) (1993)
- 2000 Tančící vítr (Wind Dancer) (1995)
- 2000 Třetí princ (Třetí princ) (1982)
- 2000 Už zase skáču přes kaluže (Už zase skáču přes kaluže) (1970)
- 2000 Velký (Big) (1988)
- 2001 Zachraňte Willyho! (Free Willy) (1993)
- 2000 Zachraňte Willyho 2 (Free Willy 2: The Adventure Home) (1995)
- 2001 Zachraňte Willyho 3 (Free Willy 3: The Rescue) (1997)
- 2000 Zlatovláska a tři medvědi (Goldilocks and the Three Bears) (1995)

### Dobrodružné filmy
- 2000 Bílá smršť (White Squall) (1996)
- 2000 Bílí vlci (White Wolves: A Cry in the Wild II) (1993)
- 2000 Drsný chlapík (Le ruffian) (1983)
- 2000 Lovci lvů (The Ghost and the Darkness) (1996)
- 2000 Medvědí hora (Grizzly Mountain) (1997)
- 2000 Nespoutaná divočina (Running Wild) (1995) - Jihoafrický dobrodružný film.
- 2000 Odvážné srdce (True Heart) (1997)
- 2000 Pyton - Britský přírodopisný film
- 2000 Specialisté (Les Spécialistes) (1985)
- 2000 Super Mario Bros (Super Mario Bros.) (1993)
- 2000 Tři mušketýři (The Three Musketeers) (1973)
- 2000 Virtuálna zbraň (1996) - Italský dobrodružný film.

### Dokumentární filmy
- 2000 Akrobati oceána
- 2001 Čakáreň na smrť
- 2000 Dejiny reggae
- 2000 Desať najjedovatejších
- 1999 Deti na objednávku
- 2000 Divoké labute
- 1999 Duševný svet zvierat
- 2000 Egypt - Britský pětidílný dokumentární seriál.
- 2001 Expedícia Titanic
- 2000 Farma, kde sa zastavil čas - Britský přírodopisný film.
- 2000 Gepardy v horúcej Afrike
- 2000 História KGB - počiatok
- 2000 História sexappealu (1999) - Britský dokumentární film.
- 2000 Hora mora
- 2000 Informátori - Americký dokumentární film.
- 2000 Irská sága (The Secret of Roan Inish) (1994)
- 2001 Legendy Wimbledonu: Martina Navrátilová
- 2000 Lidožrúti z Tsavo
- 2000 Lovci svätých mužov
- 2000 Miznúce jazierka Zambezi
- 2000 Močiarne prasa - kapybara
- 2000 Mongok, údolie rubínov - Cestopisný dokumentární film.
- 2000 Nebeská hádanka
- 2000 Nepoddajné kačice
- 2000 Neuveriteľné putovanie - Britský přírodopisný dokument
- 2000 New York mesto potkanov
- 2000 Orangutání siroty pralesa
- 2000 Ostrovy tučňákov
- 2000 Osudová kvetina
- 2000 Príbeh dravcov
- 2000 Princ a chuďas (Crossed Swords i The Prince and the Pauper) (1978)
- 2000 Prírodná rezervácia Everglades
- 2000 Rolling Stones - Americký hudební dokument.
- 2000 Roswell: Pitva mimozemšťana
- 2000 Strakáč
- 2000 Tajemný svet nosatých opic
- 2000 Tajemství šelem
- 2000 Tajuplní mimozemšťania (Alien Enigma) (1998)
- 2000 Tu žijú draky
- 2000 Vesmír
- 2000 Vlčí muž
- 2001 Záhady šeliem

### Drama
- 1999 Absolvent (The Graduate) (1967)
- 2000 Brubaker (Brubaker) (1980)
- 1999 Čas zabíjet (A Time to Kill) (1996)
- 2000 Deti v búrke (1996) - Německé melodrama.
- 2000 Čas sluhů (Čas sluhů) (1989)
- 2000 Dům z karet (Dům z karet) (1993)
- 2000 Důvěra (Trust) (2000)
- 2000 Důvěra 2 (Trust 2) (2000)
- 2000 Dva svety (Sixth and Main) (1977)
- 2000 Dýka (Jacknife) (1989)
- 2000 Exotica (Exotica) (1994)
- 2001 Farářův konec (Farářův konec) (1968)
- 2001 Já, truchlivý Bůh (Já, truchlivý Bůh) (1969)
- 2000 Jean od Floretty (Jean de Florette) (1986)
- 2000 Klamári - Francouzský psychologický film.
- 2000 Kráska dne (Belle de jour) (1967)
- 2001 Krotká (Krotká) (1967)
- 2000 Lovec jelenů (The Deer Hunter) (1978)
- 2000 Luna (La Luna) (1979)
- 2000 Majster úniku (1982) - Americké drama.
- 2000 Manon od pramene (Manon des sources) (1986)
- 2000 Mělký hrob (Shallow Grave) (1994)
- 2000 Moje krásná prádelnička (My Beautiful Laundrette) (1985)
- 2000 Muž v hlavní roli (The Leading Man) (1996)
- 2000 Na svitaní (1998) - Německé poválečné drama.
- 2001 Návrat Sommersbyho (Sommersby) (1993)
- 2000 Noc a město (Night and the City) (1992)
- 2000 Pod sopkou - Americké drama.
- 2000 Serpico (Serpico) (1973)
- 2000 Siberia (Siberia) (1998)
- 2000 Slzy v dešti (Tears in the Rain) (1998)
- 2000 Spalovač mrtvol (Spalovač mrtvol) (1968)
- 2000 V záři reflektorů (Paroles et musique) (1984)
- 2000 Vigo (Vigo: Passion for Life) (1998)
- 1999 Volný pád (Falling Down) (1992)
- 2001 Vyvolávač deště (The Rainmaker) (1997)
- 2000 Ztracenci (The Outsiders) (1983)

### Historické a válečné filmy
- 2000 Markíza (Marquise) (1997)
- 1999 Moll Flandersová (Moll Flanders) (1996)
- 2000 Murphyho válka (Murphy's War) (1971)

### Hudební filmy
- 1999 Carmen (Carmen) (1983)
- 2000 Discopříběh (Discopříběh) (1987)
- 2000 Pražákům, těm je hej (Pražákům, těm je hej) (1990)
- 2000 Tančírna (Le Bal) (1983)

### Komedie
- 1999 Afričan (L'Africain) (1983)
- 2000 Bláznivý exorcista (Repossessed) (1990)
- 2000 Být či nebýt (To Be or Not to Be) (1983)
- 2000 Nenápadný půvab buržoazie (Le Charme discret de la bourgeoisie) (1972)
- 2000 Ach ta láska! (Amore!) (1993)
- 2000 Amatér (Amateur) (1994)
- 2000 Bonny a Clyde po italsku (Bonnie e Clyde all'italiana) (1982)
- 2000 Burani z Beverly Hills (The Beverly Hillbillies) (1993)
- 2000 Čakanie na Michelangela (Waiting for Michelangelo) (1995)
- 2000 Čtyři sluhové a čtyři mušketýři (Les quatre Charlots mousquetaires) (1974)
- 2000 Čtyři vraždy stačí, drahoušku (Čtyři vraždy stačí, drahoušku) (1970)
- 2000 Dáma na kolejích (Dáma na kolejích) (1966)
- 2000 Dědictví z Las Vegas (Arlette) (1997)
- 2000 Dobrodružství mladšího a chytřejšího bratra Sherlocka Holmese (Adventure of Sherlock Holmes' Smarter Brother, The) (1975)
- 2000 Drahé tety a já (Drahé tety a já) (1974)
- 2000 Dva machři mezi nebem a peklem (Più forte, ragazzi!) (1972)
- 2000 Dva společníci (Infelici e contenti) (1992)
- 2000 Fantozzi ve škole (Io no spik inglish) (1995)
- 2000 Frajeri vo vetre - Americká komedie.
- 2000 Hodíme se k sobě, miláčku? (Hodíme se k sobě, miláčku?) (1974)
- 2000 Horké Malibu (Body Waves) (1992)
- 1999 Hračka (Le jouet) (1976)
- 2000 Já už budu hodný, dědečku (Já už budu hodný, dědečku) (1978)
- 2000 Jáchyme, hoď ho do stroje! (Jáchyme, hoď ho do stroje!) (1974)
- 2000 Jak jsem uspořádal Ameriku (Sistemo l'America e torno) (1977)
- 2000 Jdi za hlasem srdce (Follow Your Heart) (1998)
- 2000 Jen ho nechte, ať se bojí (Jen ho nechte, ať se bojí) (1978)
- 2000 Johnny zapíná rádio (Destiny Turns on the Radio) (1995)
- 2000 Jumpin' Jack Flash (Jumpin' Jack Flash) (1986)
- 2000 Kalamita (Kalamita) (1980)
- 2000 Kanadská slanina (Canadian Bacon) (1995)
- 2000 Kašlu na všechno (Mollo tutto) (1995)
- 2000 Kdo jsem? (Dating the Enemy) (1996)
- 2000 Kopytem sem, kopytem tam (Kopytem sem, kopytem tam) (1988)
- 2000 Krakonoš a lyžníci (Krakonoš a lyžníci) (1980)
- 2000 Krásná země (Il... Belpaese) (1977)
- 2000 Lásky jedné plavovlásky (Lásky jedné plavovlásky) (1965)
- 2000 Lásky v Lisabonu (Elles) (1997)
- 2001 Léolo (Léolo) (1992)
- 2000 M.A.S.H. (1970)
- 2000 Má žena mě opustila (Ma femme me quitte) (1996)
- 1999 Made in America (Made in America) (1993)
- 2000 Maléry pana účetního (Fantozzi contro tutti) (1980)
- 2000 Maléry pana účetního 2 (Fantozzi subisce ancora) (1983)
- 1999 Malý unavený Joe (Malý unavený Joe) (1971)
- 1999 Manželství po italsku (Matrimonio all'italiana) (1964)
- 2000 Mé jméno je Nikdo (Mio nome è Nessuno) (1973)
- 2000 Monstrum (Mostro, Il) (1994)
- 2000 Můj kamarád duch (Charlie's Ghost Story) (1995)
- 2000 Můj nápadník je vrah (Coldblooded) (1995)
- 2000 Muž s červenou botou (The Man with One Red Shoe) (1985)
- 2000 Muž z Acapulca (Le magnifique) (1973)
- 2000 Návrat špiona (I Spy Returns) (1993)
- 2000 Neříkejte mamince, že pečovatelka zemřela (Don't Tell Mom the Babysitter's Dead) (1991)
- 2000 Nevěrně tvá (Unfaithfully Yours) (1984)
- 1999 Neviditelný na útěku (Memoirs of an Invisible Man) (1992)
- 1999 Operace Banzaj (Banzaï) (1983)
- 2000 Ostrov amazonek (Dinosaur Island) (1994)
- 2000 Panelstory aneb Jak se rodí sídliště (Panelstory aneb Jak se rodí sídliště) (1979)
- 2000 Poklad (1995) - Americká krimi komedie.
- 2000 Potíže s Arizonou (Raising Arizona) (1987)
- 1999 Pravá a levá ruka ďábla (Lo chiamavano Trinità) (1970)
- 2000 Pražská 5 (Pražská 5) (1988)
- 2000 Producenti (The Producers) (1967)
- 2000 Předehra k polibku (Prelude to a Kiss) (1992)
- 2000 Přelud (Bogus) (1996)
- 2000 Přepadení na východě (Wagons East) (1994)
- 2000 Rukojmí či komplic? (Carpool) (1976)
- 2000 Rumburak (Rumburak) (1984)
- 2000 Řidičský průkaz (Le Permis de conduire) (1974)
- 2000 Sabrina (Sabrina) (1995)
- 2000 Situace je vážná, nikoli však zoufalá (La Situation est grave... mais pas désespérée) (1976)
- 2000 Sněženky a machři (Sněženky a machři) (1982)
- 2000 Soudruzi v akci (The Comrades of Summer) (1992)
- 1999 Správný muž v Africe (A Good Man in Africa) (1994)
- 2000 Svalnatý Santa Claus (Santa with Muscles) (1996)
- 2000 Šašek a královna (Šašek a královna) (1987)
- 2000 Škandál v Melodias banke (Škandál v Melodias banke) (1966)
- 2000 Táta je kněz! (Papà dice messa) (1996)
- 2000 Tati, já jsem pornohvězda! (Amami) (1993)
- 2000 Ten tajemný předmět touhy (Cet obscur objet du désir) (1977)
- 2000 Topení po číslech (Drowning by Numbers) (1988)
- 2000 Trable prcka Binka (Baby's Day Out) (1994)
- 2000 Trainspotting (Trainspotting) (1996)
- 2000 Trhák (Trhák) (1980)
- 2000 Velká cesta (Les grands ducs) (1996)
- 2000 Vesmírní trakeři (Space Truckers) (1997)
- 2000 Veselé Velikonoce (Joyeuses Pâques) (1984)
- 2000 Vetřelec 007 (Meet Wally Sparks) (1997)
- 2000 Vítr v kapse (Vítr v kapse) (1982)
- 2000 Vrať se do hrobu (Vrať se do hrobu) (1989)
- 2000 Vysíláme zprávy (Broadcast News) (1987)
- 2000 Závrať naruby (High Anxiety) (1977)
- 2000 Zelený svět (Tin Cup) (1996)
- 2000 Země, odkud přicházím (Le Pays d'où je viens) (1956)
- 2001 Zločin v šantánu (Zločin v šantánu) (1968)

### Krimi filmy
- 2000 Borsalino a spol. (Borsalino & Co.) (1974)
- 2000 Boss (Mulholland Falls) (1996)
- 2000 Cestující v dešti (Le passager de la pluie) (1969)
- 2000 Děti noci (Les Voleurs) (1996)
- 2000 Eskorta (The Package) (1989)
- 2000 Falešná pravda (In Her Defense i In Self Defense) (1999)
- 2000 Hammett (Hammett) (1983)
- 2001 Kdo nastaví kůži (Pour la peau d'un flic) (1981)
- 2000 L.A. - Přísně tajné (L.A. Confidential) (1997)
- 2000 Léčba šokem (Traitement de choc) (1973)
- 2000 Millerova křižovatka (Miller's Crossing) (1990)
- 2000 Nemocnice Britannia (Britannia Hospital) (1982)
- 2000 Okno z ložnice (The Bedroom Window) (1987)
- 2000 Povídka o policajtovi (Flic Story) (1975)
- 2000 Profesionál (Le professionnel) (1981)
- 2000 Samotář (Le Solitaire) (1987)
- 2000 Sicilián (The Sicilian) (1987)
- 2000 Smrt na Nilu (Death on the Nile) (1978)
- 2000 V plném slunci (Plein soleil) (1960)
- 2000 Vražda v Orient expresu (Murder on the Orient Express) (1974)
- 2000 Zlo pod sluncem (Evil Under the Sun) (1982)

### Sci-fi, fantasy a mysteriózní filmy
- 1999 Highlander (Highlander) (1986)
- 2000 Hvězdná brána (Stargate) (1994)
- 2000 Muž, který spadl na Zemi (The Man Who Fell to Earth) (1976)
- 2000 Na kometě (Na kometě) (1972)
- 2000 S čerty nejsou žerty (S čerty nejsou žerty) (1984)
- 2000 Ukradená vzducholoď (Ukradená vzducholoď) (1966)
- 1999 V labyrintu smrti (Unforgettable) (1996)

### Thrillery a horory
- 2000 Černá vdova (Black Widow) (1987)
- 2000 Ďáblovo pokušení (Serpent's Lair) (1995)
- 2000 Do krajnosti (To the Limit) (1995)
- 2000 Chůva (The Babysitter) (1995)
- 2000 Gantry Row 13 (13 Gantry Row) (1998)
- 2000 Horečka (Fever) (1991)
- 2000 Jít za sluncem (The Sunchaser) (1996)
- 2000 Kvílení vlkodlaků (The Howling) (1981)
- 2000 Mlha (The Fog) (1980)
- 2000 Očitý svědek (Eyewitness) (1981)
- 1999 Odplata (Payback) (1995)
- 2000 Odvážné příběhy (Two-Fisted Tales) (1992)
- 2000 Oni žijí! (They Live) (1988)
- 2000 Poslední střih (The Final Cut) (1996)
- 2000 Stopař (The Hitcher) (1986)
- 2000 Teď se nedívej (Don't Look Now) (1973)
- 2000 Tři dny Kondora (Three Days of the Condor) (1975)
- 2000 Útěk z New Yorku (Escape from New York) (1981)
- 2000 Versaceho vražda (The Versace Murder) (1998)
- 2000 Virus X (Virus X - Der Atem des Todes) (1997)
- 2000 Vzpomínka na vraždu (The Killing Mind) (1991)
- 2001 Zelené peklo (Natura contro i Paradiso infernale) (1988)
- 2000 Zraněná (Wounded) (1996)

### Western
- 1999 Nové ruce ďábla (Trinità e Bambino... e adesso tocca a noi!) (1995)
- 2000 Pro hrst dolarů (Per un pugno di dollari) (1964)

### Životopisný
- 2000 Capone (Capone) (1975)
- 2000 Frances (Frances) (1982)
- 2000 Noci šelem (Les Nuits fauves) (1992)
- 2000 Nostradamus (Nostradamus) (1994)
- 2000 Sid a Nancy (Sid and Nancy) (1986)

### Ostatní filmy
- 2000 Luskáčik – balet.